# Zygothrica laticeps
Zygothrica laticeps är en tvåvingeart som beskrevs av Burla 1954. Zygothrica laticeps ingår i släktet Zygothrica och familjen daggflugor. Inga underarter finns listade i Catalogue of Life.